# Coleridge Goode

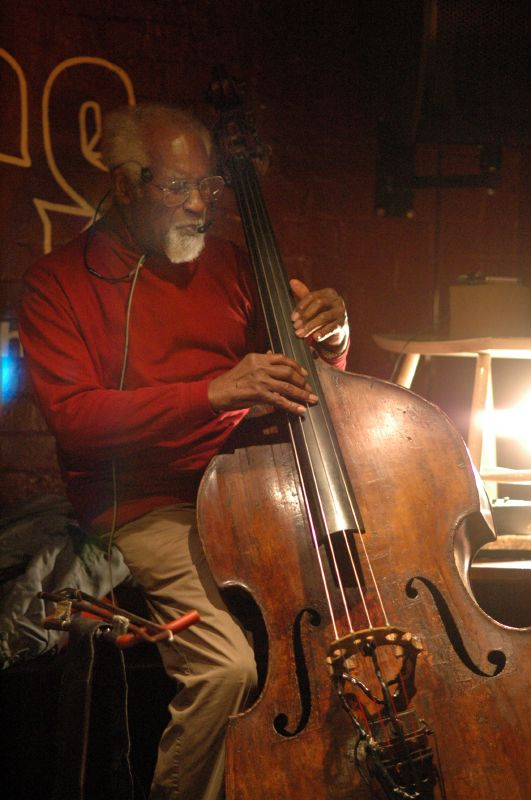
Coleridge Goode

Coleridge Goode (* 29. November 1914 bei Kingston, Jamaika; † 2. Oktober 2015 in London) war ein britischer Jazz-Bassist.

## Leben und Wirken
Goode stammt aus einer musikalischen Familie, sein Vater war Organist und Chorleiter, die Mutter sang im Chor. Ab dem elften Lebensjahr lernte er Violine. 1934 kam er nach Großbritannien, studierte am Royal Technical College (später University of Strathclyde) in Glasgow und wechselte dann zum Studium der Elektrotechnik an die Glasgow University. Daneben war er als klassischer Amateur-Violinist tätig. Er wandte sich dem Jazz zu und wechselte 1939 zum Kontrabass unter dem Eindruck der Musik von Count Basie, Duke Ellington, Billie Holiday und Louis Jordan, aber auch von Johann Sebastian Bach: „Bachs Basslinien bildeten für mich den herausragenden Bestandteil seiner Musik. Bach brachte mich dazu, dem Bass Beachtung zu schenken.“
Er entschloss sich, nicht als Ingenieur in seiner Heimat zu arbeiten und blieb in Großbritannien, um eine Musikkarriere einzuschlagen. Zu seinen frühen Einflüssen als Bassist zählten Walter Page, Slam Stewart und Jimmy Blanton. 1942 zog er nach London, wo er dann als Profimusiker in kleinen Swingformationen, u. a. mit Johnny Claes, Eric Winstone, Lauderic Caton und Dick Katz arbeitete. Er war Gründungsmitglied des Ray Ellington Quartetts, spielte im Rundfunk mit Stéphane Grappelli und George Shearing; Ende Januar 1946 nahm er in London vier Titel mit Django Reinhardt auf, u. a. „Coquette“ und unter dem Titel „Echoes de France“ eine Jazzversion der französischen Nationalhymne. Er war einer der ersten Bassisten, die (seit 1946) den elektrisch verstärkten Kontrabass einsetzten.
Später spielte er in Tito Burns’ Sextett und leitete eine eigene Formation, bevor er 1959 Mitglied in der Band von Joe Harriott wurde, in dessen Quintett er bis 1965 blieb und eine bedeutende Rolle innehatte. Er wirkte auch bei Harriotts Versuchen einer Fusion von Jazz und indischer Musik mit. Während der 1960er und 1970er Jahre arbeitete er häufig mit dem Pianisten und Komponisten Michael Garrick, außerdem bei Gwigwi Mrwebi und in einem Quartett, das als Hotelband im Churchill auftrat. Weiterhin spielte er im Trio von Iggy Quail und dann von Laurie Morgan. Wie Slam Stewart strich er seine Soli und sang gleichzeitig unisono eine Oktave höher mit.
2002 erschien seine Autobiographie, die er zusammen mit dem Jazzautor Roger Cotterrell verfasste. 2011 erhielt er einen Parliamentary Jazz Award für seine Verdienste um den Jazz.

## Diskographische Hinweise
- 1946 – Django Reinhardt 1944-1946 (Classics)
- 1960 – Joe Harriott: Free Form (Redial)
- 1962 – Joe Harriott: Abstract (Redial)
- 1967 – Joe Harriott: Swings High (Cadillac)
- 1967 – Shake Keane: That's the Noise (Vocalion)
- 1970 – Michael Garrick: The Heart is a Lotus (Vocalion)

## Buch
- Coleridge Goode und Roger Cotterrell: Bass Lines: A Life in Jazz. London, Northway Books, 2002 ISBN 0-9537040-2-5